# Yamaha V9958
De Yamaha V9958 is een video co-processor  of Video Display Controller (VDC) die onder meer werd toegepast in MSX-homecomputers. Meer specifiek een bijgewerkte versie voor MSX2+ en MSX Turbo R-computers.
De Yamaha V9958 is ook bekend onder de naam MSX-Video en is de opvolger van de Yamaha V9938 (die onder meer wordt gebruikt in MSX2-computers).
De algemene opvatting is dat er geen zeer belangrijke verbeteringen zijn aangebracht in vergelijking met zijn voorganger, waardoor de acceptatie van de chip werd belemmerd. De belangrijkste nieuwe eigenschappen zijn drie grafische YJK-modi (met maximaal 19268 kleuren) en horizontale scrollregisters.

## Technische specificaties

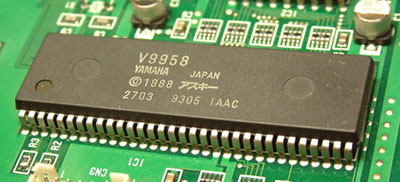
Yamaha V9958

- Video RAM: 128 KB + 64 KB uitbreidbaar VRAM
- Tekstmodi: 80 × 24 en 32 × 24
- Resolutie: 512 × 212 (16 kleuren uit een palet van 512) en 256 × 212 (19268 kleuren)
- Sprites: 32, 16 kleuren, maximaal 8 per horizontale regel
- Hardwarematige acceleratie voor copy, line, fill enz.
- Interlace om de verticale resolutie te verdubbelen
- Horizontale en verticale scrollregisters

### Gedetailleerde specificaties
Voor meer gedetailleerde technische specificaties wordt verwezen naar het artikel over de Yamaha V9938, met de onderstaande toevoegingen:
- Horizontale scrollregisters
- YJK grafische weergavemodus (vergelijkbaar met YUV)
  - G7 + YJK + YAE: 256 × 212, 12499 kleuren + 16 kleurenpalet
  - G7 + YJK: 256 × 212, 19268 kleuren
- mogelijkheid tot het uitvoeren van hardwarematige versnellingscommando's in non-bitmap schermmodi
- Lightpen en muis functies van de Yamaha V9938 verwijderd

## MSX-specifieke terminologie
De schermmodi worden gewoonlijk aangeduid met de toegewezen nummer in MSX BASIC:
| Basicmodus          | VDP-modus         | MSX-systeem  |
| ------------------- | ----------------- | ------------ |
| Screen 0 (width 40) | T1                | MSX 1        |
| Screen 0 (width 80) | T2                | MSX 2        |
| Screen 1            | G1                | MSX 1        |
| Screen 2            | G2                | MSX 1        |
| Screen 3            | MC                | MSX 1        |
| Screen 4            | G3                | MSX 2        |
| Screen 5            | G4                | MSX 2        |
| Screen 6            | G5                | MSX 2        |
| Screen 7            | G6                | MSX 2        |
| Screen 8            | G7                | MSX 2        |
| Screen 10           | G7 met YJK en YAE | MSX 2+ en tR |
| Screen 11           | G7 met YJK en YAE | MSX 2+ en tR |
| Screen 12           | G7 met YJK        | MSX 2+ en tR |